# E supremi
E supremi é uma encíclica papal emitida pelo Papa Pio X em 4 de outubro de 1903. Esta foi a primeira encíclica emitida por Pio X. Ele expressou seus profundos sentimentos de indignidade, citando a situação de Anselmo de Canterbury. O papa viu a era atual como cheia de problemas e até pensou que talvez tivéssemos chegado ao fim dos tempos. Ele desejava fervorosamente administrar as necessidades espirituais da época - enfatizando a posição católica sobre casamento, educação, respeito à propriedade, manutenção da ordem e justiça nas classes sociais. Ele enfatizou a grande importância de educar padres e de manter o mais alto nível de moral dos seminaristas. 